# Национальный сад американских героев

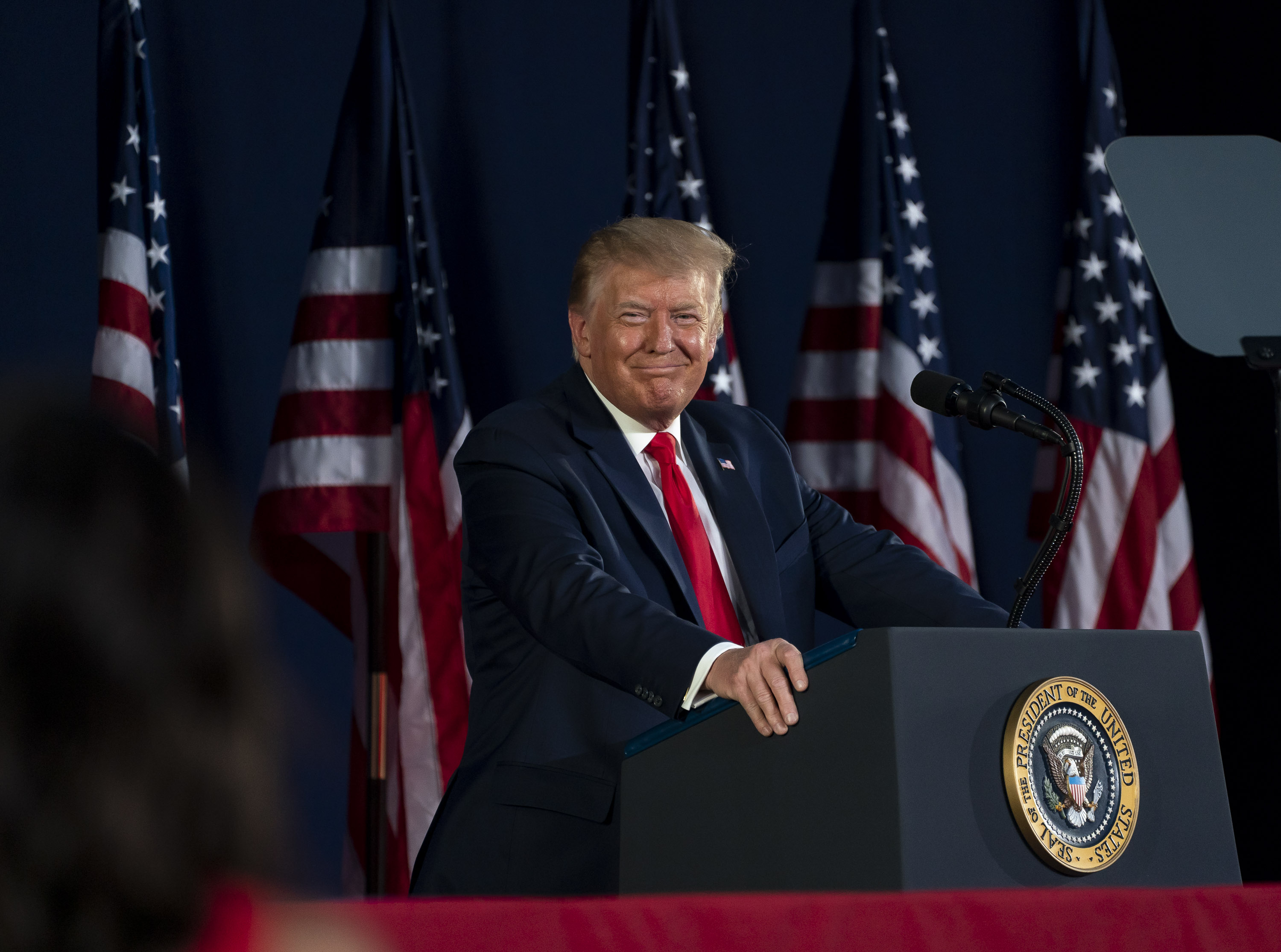
Дональд Трамп анонсирует создание сада во время празднования Дня независимости, 3 июля 2020 года, Южная Дакота, США.

Национальный сад американских героев (англ. National Garden of American Heroes) — предполагаемый памятник «великим деятелям истории Америки», строительство которого запланировано в США. В соответствии с указом № 13934 от 3 июля 2020 года президента США Дональда Трампа была создана Межведомственная целевая группа по строительству и восстановлению памятников американским героям, которой президент поручил составить проект строительства Национального сада. Предложение Трампа о создании парка Национальных героев было ответом на общенациональное движение по сносу памятников тем, которое он обвинил в стремлении «разрушить историю, институты и самобытность… страны».
О создании парка было объявлено 3 июля 2020 года на праздновании Дня независимости на горе Рашмор в Кистоне, Южная Дакота.
В своём выступлении Трамп описал предлагаемый проект как «огромный открытый парк, в котором будут установлены статуи когда-либо живших величайших американцев». В саду предполагается разместить статуи известных отцов-основателей, активистов, политических деятелей, бизнесменов и икон поп-культуры.
С проигрышем Трампа на выборах 2020 года ряд СМИ считает, что строительство парка маловероятно. Список в его указе от 18 января 2021 года с перечнем лиц, чьи статуи планируется разместить в саду, сразу же вызвал критику. Критике подверглись такие имена как Уильям Ф. Бакли-младший (основатель National Review, журнал поддерживал Джима Кроу, Франко, апартеид и Пиночета), Сэмюэл Кольт (торговля оружием), Сэм Уолтон (замешан в скандале с рабским трудом в Таиланде), Джордж Митчелл (разработка гидроразрыва), Элиа Казан (список имён в HUAC во время «охоты на ведьм» в 1950-х), Герберт Генри Доу (радиоактивная катастрофа в Колорадо, напалм и Agent Orange во Вьетнаме), Хуниперо Серра (уничтожение коренного населения) и другие.
Администрация Байдена удалила с веб-сайта Белого дома как «Отчет 1776 года», так и распоряжение Трампа о строительстве парка. На сайте Министерства внутренних дел США размещена информация о текущем состоянии дел. Пока в предполагаемом списке 31 историческая фигура, в 2021 году целевая группа советуется с Национальным фондом гуманитарных наук, губернаторами, округами и «американским народом» о том, кто соответствует определению «американский герой».

## Развитие
Разработкой предлагаемого сада будет управлять Целевая группа по строительству и восстановлению памятников американским героям, которой на создание этого парка выделит средства Министерства внутренних дел США. В состав целевой группы будут входить председатели Национального фонда искусств и Национального фонда гуманитарных наук, администратор Управления общих служб, председатель Консультативного совета по сохранению исторического наследия, а также любые дополнительные должностные лица или сотрудники любого исполнительного отдела или агентства назначенное президентом.
Президент Трамп назвал сад ответом на практику сноса памятников и мемориалов историческим личностям, практика, которая продолжалась в 2020 году в рамках реакции на протесты после гибели Джорджа Флойда.
После подписания распоряжения 3 июля 2020 года целевой группе было предоставлено 60 дней на разработку предварительных планов для площадки, включая потенциальное местоположение. В постановлении также говорится, что сад должен открыться до 4 июля 2026 года, до 250-летия принятия Декларации независимости.

## Предлагаемые герои Америки
Указ 31 включает список исторических фигур в качестве примера тех, чья статуя может быть установлена в саду. 18 января 2021 года Трамп подписал новый указ, в котором перечислены 244 исторических деятеля, в том числе 31 ранее названный, из тех, кто будет достоин статуи.
Имена, отмеченные значком §, были включены в первоначальный указ.

### Государственные деятели
Президенты (17)
- Джон Адамс §
- Гровер Кливленд
- Калвин Кулидж
- Дуайт Д. Эйзенхауэр
- Улисс Грант
- Эндрю Джексон
- Томас Джефферсон §
- Джон Ф. Кеннеди
- Авраам Линкольн §
- Джеймс Мэдисон §
- Уильям Мак-Кинли
- Рональд Рейган §
- Франклин Д. Рузвельт
- Теодор Рузвельт
- Уильям Говард Тафт
- Гарри Трумэн
- Джордж Вашингтон §

Первые леди (2)
- Долли Мэдисон §
- Элеонора Рузвельт

Судьи Верховного суда (6)
- Рут Бейдер Гинзбург
- Роберт Джексон
- Джон Джей
- Тэргуд Маршалл
- Антонин Скалиа §
- Уильям Ренквист

Губернаторы (3)
- Сэмюэл Адамс
- Патрик Генри
- Сизар Родни

Конгрессмены (7)
- Генри Клей §
- Барри Голдуотер
- Сэм Хьюстон
- Дэниел Иноуэ
- Барбара Джордан
- Джанет Рэнкин
- Маргарет Чейз-Смит

Послы (2)
- Джин Киркпатрик
- Клэр Бут Люс

Индейские вожди (4)
- Сидящий Бык
- Красное Облако
- Вождь Джозеф
- Текумсе

### Общественные деятели (19)
- Сьюзен Энтони §
- Уильям Ф. Бакли мл.
- Фредерик Дуглас §
- Медгар Эверс
- Сэмюэл Гомперс
- Нелли Грей
- Хелен Келлер
- Расселл Керк
- Коретта Скотт Кинг
- Мартин Лютер Кинг §
- Лукреция Мотт
- Роза Паркс
- Элизабет Кейди Стэнтон
- Джефферсон Томас 
(член Девятки из Литл-Рока)
- Соджорнер Трут
- Гарриет Табмен §
- Си Ти Вивиан
- Букер Вашингтон §
- Ида Уэллс-Барнетт

### Спортсмены (11)
- Мухаммед Али
- Херб Брукс
- Коби Брайант
- Роберто Клементе
- Лу Гериг
- Винс Ломбарди
- Джесси Оуэнс
- Джеки Робинсон §
- Бэйб Рут
- Джим Торп
- Сай Янг

### Деятели искусства
Актёры (8)
- Лорен Бэколл
- Ингрид Бергман
- Хамфри Богарт
- Чарлтон Хестон
- Энни Оукли
- Джеймс Стюарт
- Ширли Темпл
- Джон Уэйн

Писатели (18)
- Марк Твен
- Джеймс Фенимор Купер
- Эмили Дикинсон
- Ральф Уолдо Эмерсон
- Роберт Фрост
- Теодор Сьюз Гейзель
- Эрнест Хемингуэй
- Джулия Уорд Хау
- Фрэнсис Скотт Ки
- Харпер Ли
- Генри Уодсворт Лонгфелло
- Герман Мелвилл
- Эдгар Аллан По
- Гарриет Бичер-Стоу §
- Генри Дэвид Торо
- Филлис Уитли
- Уолт Уитмен
- Лаура Инглз-Уайлдер

Музыканты (13)
- Луи Армстронг
- Джонни Кэш
- Рэй Чарльз
- Нэт Кинг Коул
- Майлз Дэвис
- Дюк Эллингтон
- Арета Франклин
- Вуди Гатри
- Билли Холидей
- Уитни Хьюстон
- Элвис Пресли
- Фрэнк Синатра
- Бесси Смит

Остальные
- Энсел Адамс
- Ирвинг Берлин
- Фрэнк Капра
- Джулия Чайлд
- Буффало Билл
- Уолт Дисней
- Кэсс Гильберт
- Рудольф Горман 
(художник по прозвищу «индейский Пикассо»)
- Альфред Хичкок
- Боб Хоуп
- Элиа Казан
- Эдвард Марроу
- Чарльз Уилсон Пил
- Джон Рассел Поуп
- Генри Гобсон Ричардсон
- Норман Роквелл
- Джон Сингер Сарджент
- Гилберт Стюарт
- Мария Толчиф
- Алекс Требек
- Томас Астик Уолтер
- Фрэнк Ллойд Райт

### Военные деятели (33)
- Рой Бенавидес
- Джошуа Чемберлен §
- Гордон Ченг-Хун 
(первый человек китайского происхождения
 среди адмиральского состава ВМФ США)
- Бенжамин Оливер Дэвис
- Джозеф Де Кастро 
(первый испаноязычный американец,
 награждённый медалью Почёта)
- Джеймс Дулиттл
- Десмонд Досс
- Уильям Донован
- Дэвид Фаррагут
- Жильбер Лафайет
- Фрэнсис «Габби» Габрески
- Бернардо де Гальвес
- Натанаэль Грин
- Натан Хейл
- Уильям Холси
- Айра Хейз
- Ханс Кристиан Хег
- Генри Нокс
- Тадеуш Костюшко
- Дуглас Макартур §
- Джордж Маршалл
- Уильям Митчелл
- Оди Мерфи §
- Джордж Паттон §
- Оливер Хазард Перри
- Джон Першинг
- Уолтер Рид
- Хайман Риковер
- Мэтью Риджуэй
- Норман Шварцкопф
- Роберт Гулд Шоу
- Максвелл Тейлор
- Элвин Йорк

### Религиозные деятели (18)
- Четыре капеллана:
  - Джордж Л. Фокс
  - Александр Д. Гуд
  - Кларк В. Полинг
  - Джон П. Вашингтон
- Чарльз Кэрролл
- Джон Кэрролл
- Дороти Дэй
- Екатерина Дрексель
- Джонатан Эдвардс
- Билли Грэм §
- Роджер Уильямс
- Томас Мертон
- Иоанн Нойманн
- Фултон Шин
- Хуниперо Серра
- Елизавета Сетон
- Катери Текаквита
- Огастус Толтон (первый чернокожий
 католический священник в США)

### Учёные (26)
- Луис Альварес
- Джон Одюбон
- Александр Белл
- Норман Борлоуг
- Джордж Карвер
- Томас Эдисон
- Альберт Эйнштейн
- Милтон Фридман
- Грейс Хоппер
- Эдвин Хаббл
- Мэри Джексон
- Кэтрин Джонсон
- Уильям Мейо
- Мария Митчелл
- Сэмюэл Морзе
- Джонас Солк
- Никола Тесла
- Дороти Вон
- Джон фон Нейман
- Братья Райт §

#### Астронавты (5)
- Нил Армстронг
- Джон Гленн
- Криста Маколифф §
- Салли Райд
- Алан Шепард

### Другие исторические личности (35)
- Ханна Арендт
- Криспус Аттокс
- Клара Бартон §
- Тодд Бимер
- Дэниел Бун §
- Уильям Брэдфорд
- Эндрю Карнеги
- Уиттакер Чемберс
- Джонни Эпплсид
- Уильям Кларк
- Сэмюэл Кольт
- Христофор Колумб
- Дэви Крокетт §
- Герберт Доу
- Питер Друкер
- Амелия Эрхарт §
- Мэри Филдс
- Генри Форд
- Бенджамин Франклин §
- Александр Гамильтон §
- Джонс Хопкинс
- Стив Джобс
- Пьер Ланфан
- Мериуэзер Льюис
- Луиза Макманус
- Джордж Митчелл
- Джон Мьюр
- Уильям Пенн
- Пол Ревир
- Бетси Росс §
- Сакагавея
- Энн Салливан
- Сэм Уолтон
- Джон Уинтроп
- Лоренсо Де Савала